# Ni vivo, ni muerto
Ni vivo, ni muerto es una película argentina dramática y erótica de 2002 dirigida por Víctor Jorge Ruiz y protagonizada por Edgardo Nieva, Alejandra Aristegui, Roberto Vallejos y Arturo Bonín. El guion fue escrito por Víctor Jorge Ruiz. Fue estrenada el 9 de mayo de 2002.

## Sinopsis
La película cuenta la historia de Alcides, en 1981, durante el terrorismo de Estado en Argentina. Un grupo paramilitar, que había secuestrado a su esposa dos años atrás, entra en comunicación con él para hacer "un trato". La frase que sirve de título a la película proviene de una famosa declaración del dictador Jorge Rafael Videla ante la prensa el 13 de diciembre de 1979 en la que dijo:

¿Qué es un desaparecido? En cuanto esté como tal, es una incógnita el desaparecido. Si reapareciera tendría un tratamiento X, y si la desaparición se convirtiera en certeza de su fallecimiento tendría un tratamiento Z. Pero mientras sea desaparecido no puede tener ningún tratamiento especial, es una incógnita, es un desaparecido, no tiene entidad, no está, ni muerto ni vivo, está desaparecido.

## Reparto
- Edgardo Nieva ... Alcides
- Alejandra Aristegui
- Roberto Vallejos
- Arturo Bonín
- Liz Balut
- Susana Cart
- Roberto Ponce
- Guillermo Hermida
- Jorge Ochoa
- Miguel Ángel Porro
- Andrea Goldberg
- Daniela Rivarola
- Ricardo La Bianca
- Alberto Mathot